# Бурлаков, Вадим Михайлович
Вадим Михайлович Бурлако́в (1909—1993) — советский инженер-конструктор, кораблестроитель, главный конструктор скоростных боевых катеров, начальник и главный инженер ЦКБ-19, Главный конструктор ЦМКБ «Алмаз».

## Биография
Родился 2 сентября 1909 года.
Учился в Ленинградском политехническом институте на кораблестроительном факультете, который в 1930 году выделили в самостоятельный вуз. В 1931 году окончил Ленинградский кораблестроительный институт.
С 1931 по 1941 год работал на судостроительном заводе № 194 имени А. Марти: старшим мастером, строителем торпедных катеров проекта Ш-4, начальником цеха — главным строителем торпедных катеров типа Г-5, головной образец которого был построен в феврале 1933 года.. Являлся одним из авторов проекта торпедного катера типа «Комсомолец», принятого на вооружение в 1940 году.
В годы Великой Отечественной войны работал главным инженером завода № 639 в Тюмени. Организовал серийное строительство торпедных катеров проекта 116, руководил доработкой серии проект дюралевого катера «Комсомолец», организовал постройку 31 единиц подобных катеров, которые приняли участие в войне.
В августе 1944 года был назначен начальником и главным инженером вновь образованного ЦКБ-19 (освобождён от должности главного инженера как беспартийный в 1951 году).
С 1946 года являлся главным конструктором торпедных катеров проекта 213, 123 бис, М123бис и 123К.
В 1950-е годы руководил разработкой малых скоростных легкосплавных торпедных катеров: проекта 184 — с носовым подводным крылом, развивавший скорость 62 узла и проекта 125 — на двух крыльях, развивавший скорость 73,4 узлов. Строительство катеров велось на Феодосийском судостроительном заводе.
В 1960-е годы под руководством В. М. Бурлакова были созданы пограничные сторожевые катера на подводных крыльях проекта 125А со скоростью хода свыше 60 узла, а также первое отечественное судно на глубокопогруженных автоматически управляемых подводных крыльях «Тайфун».
В 1970—1980 годы возглавлял работы по проектированию и отработке уникального отечественного малого ракетного корабля на АУПК пр. 1240 «Ураган», развивавшего при волнении 3,5 м скорость хода свыше 55 узлов.
В 1970-е годы возглавлял проектные работы по десантируемым самолёто-спасательным катерам «Ерш» и «Гагара». В эти же годы под его руководством разработан проект самого массового сторожевого катера для Морпогранохраны типа «Гриф» (проекты 1400, 1400А, 1400М, 1400МЭ).
На многих своих проектах применил впервые в судостроении только что созданные к тому времени легкосплавные материалы для корпуса (В53, В48, АМГ62Т1 и др.), новейшие главные двигатели и оборудование. На его проектах всегда отрабатывались опытные образцы нового вооружения и механизмов.
Умер Вадим Михайлович Бурлаков 16 июня 1993 года.

## Семья
- Жена — Варвара Васильевна (Шешина) (род. 1913) — доктор филологических наук, профессор кафедры английской филологии Санкт-Петербургского Государственного университета.
- Сын (приёмный) — Гагарин, Андрей Петрович (9 июля 1934, Ленинград — 30 января 2011, Вашингтон, США, похоронен на Богословском кладбище Санкт-Петербурга) — крупный специалист в области квантовой электроники и физической оптики, профессор (1997), доктор физико-математических наук (1999). Сын от первого брака В. В. Шешиной с князем П. А. Гагариным, усыновлён В. М. Бурлаковым, до 1972 года носил фамилию и отчество Бурлакова[4].